# Wollbrandshausen
Wollbrandshausen là một đô thị thuộc huyện Göttingen, trong bang Niedersachsen, Đức. Đô thị này có diện tích 6,26 km². Đô thị này thuộc Eichsfeld.